# Desmocladus
Desmocladus, biljni rod iz zapadne i južne Australije. Postoji dvadesetak priznatih vrsta koje pripadaju porodici Restionaceae, red Travolike

## Vrste
1. Desmocladus asper (Nees) B.G.Briggs & L.A.S.Johnson
2. Desmocladus austrinus B.G.Briggs & L.A.S.Johnson
3. Desmocladus biformis B.G.Briggs & L.A.S.Johnson
4. Desmocladus castaneus B.G.Briggs & L.A.S.Johnson
5. Desmocladus confertospicatus (Steud.) B.G.Briggs
6. Desmocladus diacolpicus B.G.Briggs & L.A.S.Johnson
7. Desmocladus elongatus B.G.Briggs & L.A.S.Johnson
8. Desmocladus eludens (B.G.Briggs & L.A.S.Johnson) B.G.Briggs
9. Desmocladus eyreanus (B.G.Briggs & L.A.S.Johnson) B.G.Briggs
10. Desmocladus fasciculatus (R.Br.) B.G.Briggs & L.A.S.Johnson
11. Desmocladus ferruginipes (Meney & Pate) B.G.Briggs
12. Desmocladus flexuosus (R.Br.) B.G.Briggs & L.A.S.Johnson
13. Desmocladus glomeratus K.W.Dixon & Meney
14. Desmocladus lateriflorus (W.Fitzg.) B.G.Briggs
15. Desmocladus lateriticus B.G.Briggs & L.A.S.Johnson
16. Desmocladus laxiflorus (Steud.) B.G.Briggs
17. Desmocladus microcarpus (Meney & Pate) B.G.Briggs
18. Desmocladus myriocladus (Gilg) B.G.Briggs & L.A.S.Johnson
19. Desmocladus nodatus (B.G.Briggs & L.A.S.Johnson) B.G.Briggs
20. Desmocladus parthenicus B.G.Briggs & L.A.S.Johnson
21. Desmocladus quiricanus B.G.Briggs & L.A.S.Johnson
22. Desmocladus semiplanus B.G.Briggs & L.A.S.Johnson
23. Desmocladus virgatus (Benth.) B.G.Briggs & L.A.S.Johnson

## Sinonimi
- Harperia W.Fitzg.
- Kulinia B.G.Briggs & L.A.S.Johnson
- Onychosepalum Steud.